# 5845 Davidbrewster
Az 5845 Davidbrewster a Naprendszer kisbolygóövében található aszteroida. Robert H. McNaught fedezte fel 1988. augusztus 19-én.